# Доктор богослов'я

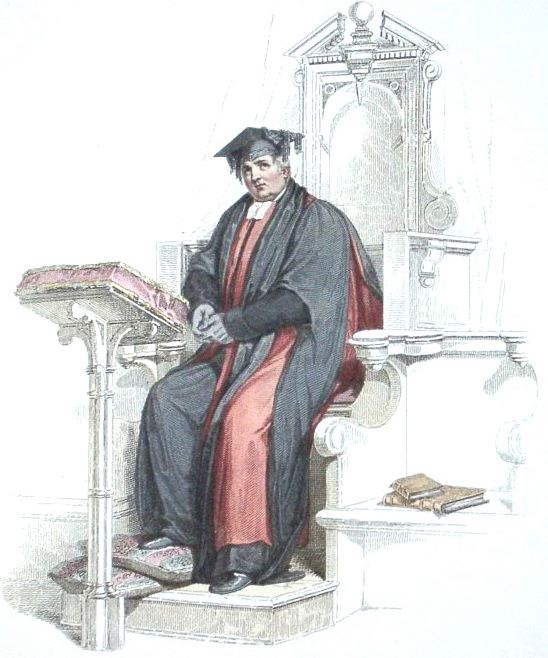
Акватинта, що зображає доктора богослов'я Оксфордського університету в одязі червоного з чорним кольорів відповідних званню. З History of Oxford Рудольфа Акермана, 1814 р.

Доктор богослов'я або доктор теології — вчений ступінь в галузі богослов'я.

## На Заході
У Великій Британії ступінь «Доктор богослов'я» (Doctor of Divinity «DDiv» чи «DD» лат. Doctor Divinitatis) традиційно найпрестижніша з докторських ступенів й за рівнозначністю приблизна до доктора наук, яку не слід плутати зі ступенем «Доктор теології» (Doctor of Theology «ThD») відповідного «PhD». Своїм високим статусом ступінь «Doctor Divinitatis» зобов'язана традиційному зв'язку британських університетів з християнською церквою. В міру секуляризації університетів у XX столітті, ступінь «Doctor of Divinity» стала втрачати своє колишнє значення, хоча офіційно все ще є вищим докторським ступенем наприклад в англійських університетах Оксфорді, Кембриджі, Дарема та шотландських університетах Сент-Ендрюса, Глазго і Абердіна.
В Католицькій церкві вищим освітнім ступенем є «Доктор священного богослов'я» (Doctor of Sacred Theology «STD»), котрий в США прирівняно до «PhD», який передує «Ліценціату священного богослов'я» (Licentiate in Sacred Theology «STL») й початковому «Бакалавру священного богослов'я» (Bachelor of Sacred Theology «STB»).

## В Україні
В Україні «Богослов'я» визнано науковою дисципліною у галузі «Філософські науки» згідно з наказом Вищої атестаційної комісії України від 15 травня 2010 року № 273 із внесенням до переліку спеціальностей, за якими проводиться захист дисертацій на здобуття наукових ступенів кандидата наук і доктора наук з присудженням наукових ступенів та присвоєнням вчених звань.
Законом України «Про вищу освіту» № 1556-VII в редакції 2014 року, спеціальність «Богослов'я» виділено в окрему галузь знань зі створенням аспірантури і докторантури та вченою радою. Відповідно до зазначеного закону та постанови Кабінету міністрів України від 29 квітня 2015 р. № 266, наказом МОН України від  06.11.2015  № 1151 — філософській науці «Богослов'я» було надано: шифр 09.00.14, галузь знань 04, код спеціальності 041.  
У 2016 році МОН України вперше визнало закордонний диплом доктора богословських наук: Doctor of Philosophy (PhD), Sacrae Theologiae Doctor (STD) Лювенського католицького університету (Бельгія), виданого викладачці Українського католицького університету Марії Горячої.  Чим було підтверджено можливість визнання здобутого на Заході ступеня доктора богослов'я на рівні PhD чи доктора наук.

## У Росії
В Російській Федерації у 2015 році «Теологія» набула статусу наукової спеціальності, але окремих вчених ступенів для теологів не передбачалося. Дослідникам зі спеціальності «Теологія» з шифром 26.00.01, присвоювалися вчені ступені вже з наявних гуманітарних наук. У 2017 році відбувся перший захист дисертації з теології зі здобуттям ступеня кандидата наук й згодом згідно з наказом МОН РФ від 8.06.2017 р. № 507, наукові ступені кандидата і доктора теології були офіційно затверджені, які за черговістю відповідні до Doctor of Theology та Doctor of Divinity.  У 2019 році стався перший захист докторської дисертації з теології із присвоєнням претенденту вченого ступеня доктора теології. Міжнародне визнання кваліфікацій з теології, здійснюється згідно з чинним законодавством РФ.

## В Російській імперії
В Російській імперії ступені з богослов'я до 1814 року присуджувалися кожною православною духовною академією окремо згідно зі своїм статутом, проте надалі щодо здобуття ступенів відбулася загальна уніфікація. Зокрема встановлювалось одержання вищого вченого ступеня «доктор богослов'я» через захист дисертації, але пізніше допускається його отримання також за визначні богословські наукові праці. Разом з тим, у 1884 році аналогічно почали присуджувати вчені ступені «доктор церковної історії» та «доктор канонічного права», а за особливі фахові заслуги присвоювалися почесні докторські богословські звання.